# ワジム・クラスノセリスキー
ワジム・ニコラエヴィッチ・クラスノセリスキー（ロシア語: Вади́м Никола́евич Красносе́льский、ルーマニア語: Vadim Nikolaevici Krasnoselski、1970年4月14日 - ）は、沿ドニエストル共和国（トランスニストリア）の政治家。大統領。

## 経歴
ロシア・ソビエト連邦社会主義共和国ザバイカルスキー地区に生まれる。1978年、父がモルダヴィア・ソビエト社会主義共和国ベンデルの軍事基地に転勤。1987年に学校を卒業後、オデッサの学校に進学したが、1年生のときにハルキウ（ハリコフ）の軍の学校に転校し、1993年に卒業した。その後、沿ドニエストル保安隊に入隊し、内務省の高官に昇進した。
2007年に内務相に就任したが、2012年に辞任し、ビジネスをはじめた。2015年の総選挙で最高会議議員に選出され、さらに同議長に抜てきされた。2016年の大統領選挙ではシェリフというコングロマリットの支援を得て62%を得票し、現職のエフゲニー・シェフチュク大統領を破り当選した。2021年12月12日の大統領選挙では87.04％を得票し、対立候補のセルゲイ・ピンザー（12.96％）に大差をつけて再選された。